# Kai Wegner
Kai Peter Wegner, född 15 september 1972 i Spandau i Västberlin, är en tysk konservativ politiker tillhörande CDU. Han är sedan 27 april 2023 Berlins regerande borgmästare och sedan maj 2019 även ordförande för CDU:s partidistrikt i förbundslandet Berlin. Wegner var från 2005 till 2021 ledamot av Tysklands förbundsdag för CDU innan han 2021 valdes till Berlins representanthus, där han efter valet 2021 blev gruppledare för CDU och oppositionsledare i delstatens parlament.

## Biografi

### Uppväxt och utbildning
Wegner är uppväxt i Spandau i västra Berlin, där hans far var byggarbetare och hans mor butiksbiträde. Wegner gick på Hans-Carossa-Oberschule i Hakenfelde (skolan flyttade sedermera till Kladow). Efter skolan gjorde han värnplikten från 1993 till 1994 och utbildade sig därefter till försäkringstjänsteman. 

### Yrkeskarriär
Efter examen 1997 arbetade han för ett försäkringsbolag innan han 1999 blev projektledare för marknadsföringsavdelningen på en byggfirma, där han 2001 även blev del av företagsledningen. Från 2002 till 2012 arbetade han som konsult i Berlin. Dessutom var han från 2017 till 2020 ordförande för Deutsche Lebens-Rettungs-Gesellschafts Berlinavdelning.

### Politisk karriär

#### Junge Union
Wegner blev 1989 medlem av CDU och ungdomsförbundet Junge Union (JU). Från 1990 til 1992 var han lokal ordförande för Schüler Union i Berlin och från 1994 till 1997 ordförande för Junge Unions lokalavdelning i Spandau. Från 1994 till 1996 var han ställföreträdande ordförande för JU i förbundslandet Berlin och från 2000 till 2003 slutligen ordförande för JU i Berlin.

#### Partiuppdrag i CDU
Wegner var från 2000 till 2002 vice CDU-ordförande i förbundslandet Berlin. År 1998 blev han vice ordförande i Spandaus lokalavdelning och från 2005 ordförande. Från 2011 till 2016 var han generalsekreterare för CDU:s partidistrikt i Berlin. Han avgick från denna roll 2016 efter en intern partidebatt som initierats av Monika Grütters om en riktningsändring i partiets politik, och efterträddes av Stefan Evers.
Från december 2017 var Wegner åter vice ordförande för CDU:s Berlindistrikt och valdes i maj 2019 till Monika Grütters efterträdare som ordförande i CDU i Berlin.

#### Politiska ämbeten
Wegner satt från 1995 till 1999 i stadsdelsområdet Spandaus stadsdelsfullmäktige och var därefter från 1999 till 2005 ledamot av Berlins representanthus. Där var han från 2001 vice ordförande för CDU-gruppen och från 2003 även ekonomisk talesman. 
Han kandiderade första gången till Tysklands förbundsdag 2002 men valdes då inte in. Från 2005 till 2021 satt han oavbrutet i Förbundsdagen för CDU, från 2009 som ordförande för Berlinavdelningen inom CDU/CSU-gruppen. I Förbundsdagen var han bland annat medlem av utskotten för miljö- och byggnadsfrågor. 
I oktober 2020 tillkännagav Wegner att han kandiderade till regerande borgmästare i Berlin inför valet 2021. Valet 2021 vanns preliminärt av en vänsterkoalition under Franziska Giffey (SPD) och Wegner kom efter valet att bli CDU-gruppledare i Berlins representanthus och ledare för det största oppositionspartiet. 
Valet 2021 kom dock i efterhand att ogiltigförklaras av förbundslandet Berlins författningsdomstol, på grund av att en kombination av problem vid valets genomförande, bland annat logistikproblem och förseningar relaterade till att Berlin Marathon genomfördes samma dag, gjort att mandatfördelningen ansågs kunna ha påverkats i flera distrikt. Wegner tillkännagav i oktober 2022 att han även kandiderade till omvalet och i omvalet 12 februari 2023 blev CDU med 28,2 procent största parti i Berlin för första gången på 24 år. Wegner själv erhöll 46,9 procent av personrösterna i sin valkrets Spandau 5. Franziska Giffey rekommenderade 1 mars SPD att acceptera CDU:s erbjudande om koalitionsförhandlingar. Efter avslutade förhandlingar bildade CDU och SPD i Berlin en så kallad stor koalition över blockgränserna och 27 april 2023 tillträdde Berlins nya senat under Wegner som regerande borgmästare och regeringschef.